# Відносини Азербайджан — НАТО
НАТО і Азербайджан активно співпрацюють над розвитком демократичних, інституційних та оборонних реформ, і розроблять і покращують практичне співробітництво в багатьох інших областях. Індивідуальний план партнерства Азербайджану включає програму співпраці між Азербайджаном і НАТО, і передбачається поглиблення практичної співпраці з широкого кола питань. У документі який підписали сторони, вміщено спільно визначені завдання, від реформування сектора безпеки і оборони до розбудови демократичних інституцій, поліпшення поінформованості громадян і планування на випадок надзвичайних ситуацій цивільного характеру. Азербайджан і НАТО регулярно переглядатимуть хід виконання цього плану.
Азербайджан прагне досягти стандартів Альянсу і наблизитися до євроатлантичних інституцій. Отже, підтримка реформи сектора безпеки та будівництва демократичних інститутів є ключовими елементами співпраці.

Члени і партнери НАТО в Європі
Члени НАТО
План дій щодо членства
Партнерство з розширеними можливостями
Індивідуальний партнерский план
Партнерство заради миру

Ще одним важливим напрямком співпраці є підтримка країни для операцій під керівництвом НАТО. Азербайджан в даний час сприяє миротворцям Міжнародних сил сприяння безпеці (МССБ) в Афганістані. У минулому він також активно підтримував миротворчу операцію в Косово.

## Рамки співробітництва
Спільна діяльність, плани реформ і політичні процеси діалогу детально викладені в договорі про співпрацю Азербайджану і Альянсу, який спільно узгодженей протягом двох років. Основні напрями співпраці включають поліпшення демократичного контролю над збройними силами, оборонне планування і бюджетування та реорганізацію структури сил збройного використанням стандартів НАТО.
За підтримки реформи, другий ключовим завданням співпраці НАТО з Азербайджаном є розвиток здатності сил країни до взаємодії з силами країн НАТО при проведенні миротворчих і кризових операцій. Сили з Азербайджану були частиною миротворчих операцій НАТО в Косово з 1999 по 2008 Азербайджан активно підтримує ISAF операції в Афганістані з 2002 року, де він поступово збільшується свої сили близько 45 співробітників і в даний час готується подвоїти свій контингент до 90 кадрів.
Азербайджан також співпрацює з НАТО і країнами-партнерами в широкому діапазоні інших областей через Партнерство заради миру (ПЗМ) та Ради євроатлантичного партнерства (РЄАП).

## Основні напрямки співробітництва

### Співпраця в галузі безпеки
Завдяки регулярній участі в заходах ПЗМ, Азербайджан був в стані активного члена, який брав участь в євроатлантичній безпеці, підтримуючи операції під керівництвом НАТО для підтримання миру. Два взводи відбуває з Азербайджану разом з силами НАТО, в рамках турецького контингенту, в складі Міжнародних сил сприяння безпеці (МССБ) в Афганістані.
Азербайджан оголосив що може надати декілька одиниць техніки, доступних для заходів ПЗМ, на індивідуальній основі. До них належать піхотні частини, логістичні структури підтримки та фахівців.
Азербайджан вносить свій внесок у боротьбу з тероризмом шляхом участі в Плані дій партнерства по боротьбі з тероризмом (ПАП-Т). Це включає в себе обмін розвідданими і аналізу з НАТО, і співпраця з союзниками по зміцненню національних контртерористичних можливостей навчання та підвищення безпеки кордонів та інфраструктури. Азербайджан також працює над створенням навчального центра по міжнародній боротьбі з тероризмом при Академії Міністерства національної безпеки.
Азербайджан і НАТО спільно працюють над збільшенням повітряної і морської безпеки в повітряному просторі Азербайджану та Каспійського моря. НАТО також обговорює з Азербайджаном про запобігання незаконній діяльності в своєму секторі Каспійського моря, у взаємодії з іншими країнами регіональними партнерами. Спільна робота триває по зміцненню і реформуванню прикордонної та берегової охорони Азербайджану.
НАТО не має прямої ролі в переговорах, спрямованих на врегулювання конфлікту між Азербайджаном і Вірменією по Нагірному Карабаху, на якому ведеться в рамках Організації з безпеки і співробітництва в Європі. Тим не менш, НАТО виявляє цікавість до цього процесу, і закликає обидві країни продовжувати свої зусилля, спрямовані на мирне врегулювання конфлікту. Мирне вирішення конфліктів є головною цінністю НАТО, і є одним з основних зобов'язань, що всі країни-партнери роблять в при вступі в Партнерство заради миру.

### Оборона і реформа сектора безпеки
Оборона і правоохоронної систем мають вирішальне значення для розвитку Азербайджану і його метою досягнення стандартів Альянсу, а також для зростаючого та поглибленого Євро-Атлантичного співробітництва. Це та область, в якій союзники по НАТО мають значний досвід, який Азербайджан може використовувати для свого подальшого розвитку. Ключовим пріоритетом є робота по створенню демократичного контролю над збройними силами. НАТО також підтримує більш широку демократію та процеси інституційної реформи, що відбуваються в Азербайджані.
Азербайджан підписав стратегічні документи у сфері оборони і безпеки, які будуть виконуватись, а також в документі зазначені вказівки для проведення Стратегічного аналізу оборони. Також проводяться консультації які необхідні для поліпшення галузі планування та оборонних бюджетів.
НАТО і окремі союзники продовжують надавати допомогу Азербайджану в створенні сучасної, мобільної, високої готовності, добре обладнаної і рентабельної сили, які взаємодіють між собою. Участь Азербайджану в ПЗМ планування та аналізу (ППА), з 1997 року, зіграв важливу роль у розвитку миротворчого батальйону і в даний час підтримує розвиток додаткового блоку, який би міг бути потенційно доступним для всього спектра операцій НАТО.
Проводяться консультації з військово-навчальних структур і методів для Азербайджану, так як Міністерство оборони зацікавлене в їх адаптації у відповідності до стандартів НАТО. НАТО і Азербайджан активно співпрацюють з удосконалення управління та контролю можливостей кожного з видів збройних сил і підвищує ефективність логістики.

### Цивільна безпека
За допомогою участі в заходах, організованих євроатлантичним Координаційним центром НАТО реагування, Азербайджан розвиває свої можливості в покращенні в роботі з громадськістю в разі надзвичайних ситуацій та катастроф. Спеціальний пошуково-рятувальний взвод Азербайджану брав участь у кількох навчаннях, організованих Альянсом. Крім того, експерти планування надають консультативну допомогу Міністерству з надзвичайних ситуацій Азербайджану з низки питань, в тому числі організаційних питань.
НАТО та країни-партнери обмінюються необхідною інформацією та беруть активну участь у заходах планування цивільної оборони з метою оцінки ризиків і зниження уразливості цивільного населення по відношенню до тероризму та нападів із застосуванням хімічних, біологічних, радіологічних та ядерних засобів. Це включає розробку процедур врегулювання криз та активну участь у польових навчаннях.
Союзники по НАТО та партнери виконують план дій з планування цивільної оборони, затверджений Головним комітетом з планування цивільної оборони. Зокрема, партнери приєднуються до заходів, що виконуються на рівні Головного комітету, його комісій та комітетів з питань планування, щоб продумати усілякі варіанти підтримки.

### Наука і довкілля
В рамках програми «Наука заради миру і безпеки», Азербайджан отримав гранти приблизно 30 спільних проєктів. Проєкти включають в себе співпрацю у сфері підвищення якості транскордонних водних ресурсів і підтримку в захисті питної води від тероризму. Азербайджан також бере участь у віртуальному проєкті «Шовковий проєкт», метою якого є розширення доступу до Інтернету для академічних та дослідницьких співтовариств в країнах Кавказу і Центральної Азії через мережу супутникового зв'язку.
Успішній реалізації проєкту сприяла значна підтримка, надана НАТО іншими організаціями, в тому числі «Cisco Systems» і «Deutsches Elektronen-Synchrotron» (DESY), багатонаціональна компанія з виробництва електронної техніки, пожертвувала апаратуру на 400 тис. Дол. США, яка буде встановлена на восьми національних станціях. «DESY», німецький науково-дослідний інститут, який знаходиться в Гамбурзі, запропонував безкоштовно розмістити у себе європейський мережевий центр і забезпечити технічне керівництво мережею — ця послуга оцінюється в 350 тис. дол. США. Крім того, «DESY» також дав згоду на підключення «Шовкової мережі» до «GÉANT» (загальноєвропейської гигабитной дослідницької мережі Європейського союзу), що дозволить користувачам «Шелковий мережі» з'єднуватися з численними іншими дослідницькими мережами в усьому світі. Ця послуга оцінюється в 125 тис. дол. США. На додаток до цього Комісія європейських співтовариств надає фінансування (220 тис. дол. США) двом європейським університетам — Лондонському університетському коледжі та університети Гронігема — для керівництва проєктом та надання послуг з підтримки об'єктів інфраструктури.

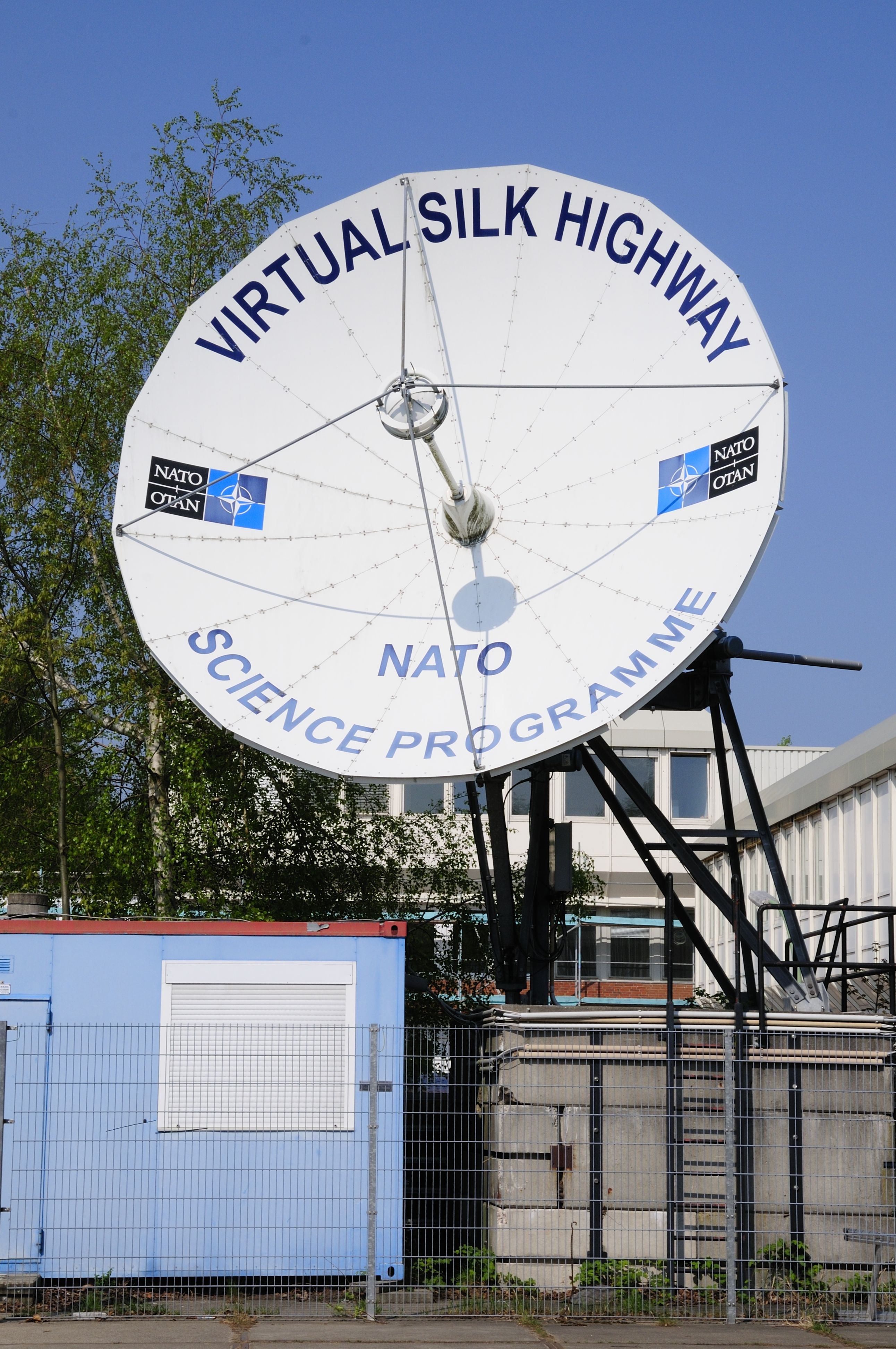
Програма «Наука заради миру» супутникова тарілка «Віртуальний шовковий шлях» DESY

Проєкти в рамках програми «Наука заради миру і безпеки» також охоплює охороне навколишнього середовища. У 1991 році потужний вибух на колишньому об'єкті радянських боєприпасів в регіоні Агстафа, велика кількість боєприпасів вибухнула на великій площі. НАТО і Азербайджан продовжують співпрацювати з демілітаризації цього небезпечного сміття. Інший ключовий проєкт перетворення небезпечних запасів «меланжу» — високо токсичного і окислювального ракетного палива, раніше використовувалося країнами Варшавського договору. У відповідь на прохання Азербайджану про допомогу, НАТО направила переносний перетворювальний завод, який був офіційно відкритий в липні 2006 року цей проєкт був успішно завершений у 2008 році.

## Еволюція відносин
З початку 90-х рр. минулого століття Азербайджан послідовно розвиває співпрацю з США і НАТО. Президент США Б. Клінтон буквально вирвав цю країну з російської орбіти, «пробивши» проєкт будівництва нафтопроводу Баку-Тбілісі-Джейхан (БТД). Головним чинником, який спонукав Азербайджан розвивати інтенсивний діалог з НАТО було і залишається його протистояння навколо Нагірно-Карабаського конфлікту з Вірменією, яку підтримує Росія.
У 1994 р. Баку став учасником програми «Партнерство заради миру». У 1999 р. Азербайджан направив військовий підрозділ на підтримку миротворчої операції, що проводилася під керівництвом НАТО в Косовому. У 2002 р. Азербайджан спрямовував військовий підрозділ на підтримку операції, що проводиться під керівництвом НАТО в Афганістані. Восени 2008 р. азербайджанський військовий контингент в Афганістані було подвоєно і доведено до 100 військовослужбовців.
У 2004 р. Президент Азербайджану І. Алієв представив у штабі НАТО в Брюсселі перший документ «Індивідуальний план дій партнерства» (ІПДП) Азербайджану. У 2006 р. в Баку офіційно відкрито Євроатлантичний центр (інформаційний центр НАТО).
Протягом останніх 15 років НАТО надає допомогу азербайджанській стороні у військовому плануванні та створенні системи цивільної оборони. Військова співпраця Брюсселя і Баку реалізується в численних спільних проєктах. Так, з 18 по 26 квітня 2009 р. в Азербайджані відбулися міжнародні військові навчання «Регіональна відповідь — 2009» в рамках програми НАТО «Партнерство заради миру». Підрозділи ЗС Азербайджану також взяли участь в навчаннях під егідою НАТО в Грузії 8-20 травня 2009 року.
США висунули власний план по врегулюванню вірмено‑азербайджанського конфлікту: вірмени повинні звільнити окуповані навколо Нагірного Карабаху 5 районів, куди поетапно мають повернутися азербайджанські біженці. Через 10-15 рр. має бути проведений референдум в Нагірному Карабаху, який і визначить статус цієї території. Фактично американці пропонують Азербайджану план за принципом: «окуповані землі в обмін на незалежність Карабаху».